# Křižovníci s červeným křížem
Řád Křižovníků s červeným křížem neboli Kanovníci Božího hrobu (též Křižovníci Božího hrobu, Strážci Božího hrobu, Jeruzalémští křižovníci, Božehrobci, u nás Zderazští křižovníci, latinsky Ordo Canonicorum Regularium Custodum Sacrosant Sepulchri Domini Hierosolymitani, nebo také Fratres Cruciferorum Ordinis Canonicorum Regul. Custodum SS. Sepulchri Hierosolymitani cum duplici rubea Cruce) byl kanovnický řád řeholních kanovníků s řeholí sv. Augustina, založený v chrámu Božího hrobu v Jeruzalémě, uznaný papežem Paschalem II. v roce 1113. 

## Historie
Osudy řádu Křižovníků s červeným křížem se proplétají s dějinami rytířského Řádu Božího hrobu jeruzalémského existujícího dodnes. Mužská větev řádu zanikla nejpozději roku 1819, ženská větev Řeholních kanovnic Božího hrobu Jeruzalémského existuje dodnes a má 29 klášterů po celém světě.

### Křižovníci s červeným křížem v českých zemích

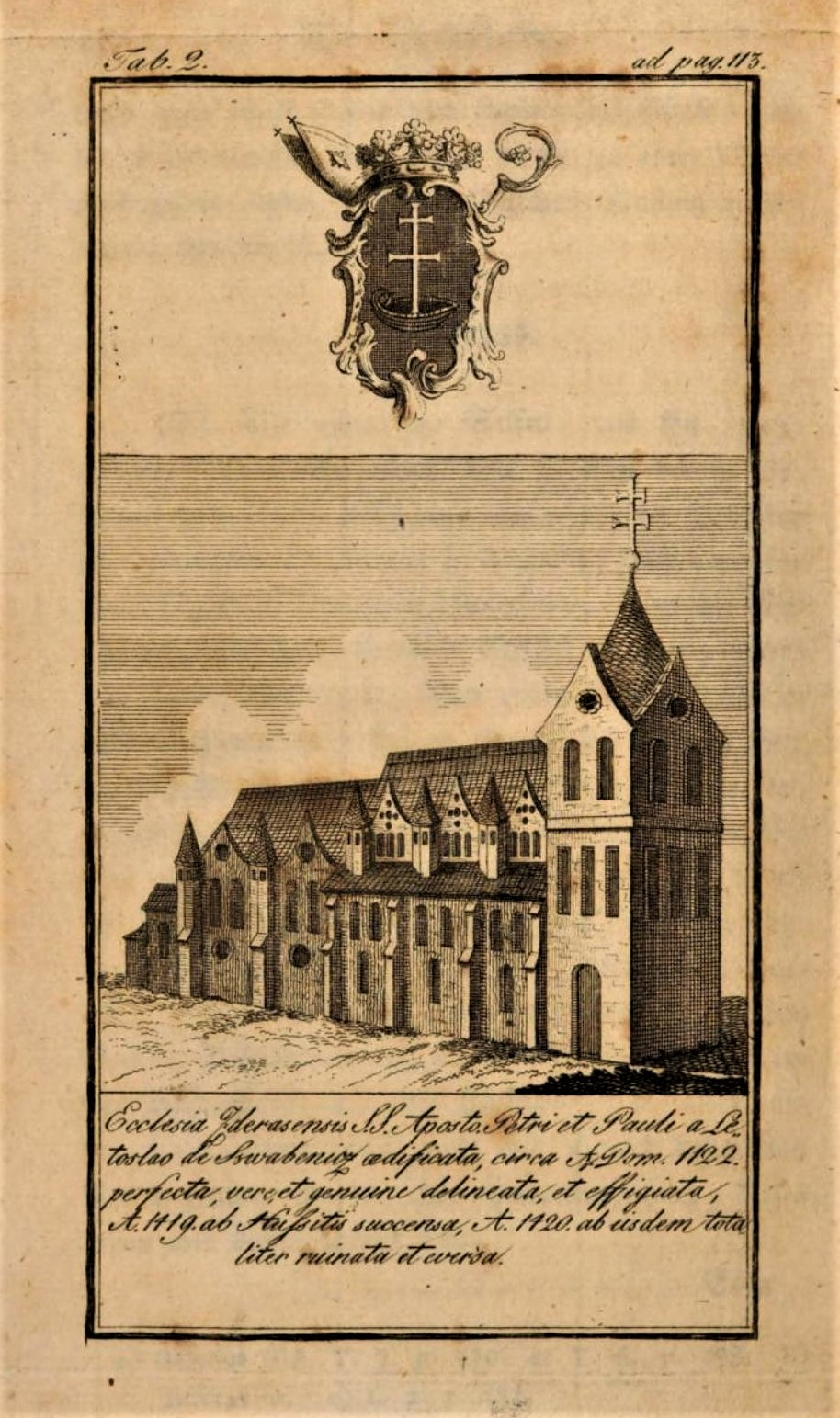
Klášterní kostel sv. Petra a Pavla na Zderaze se znakem opata Křižovníků Božího hrobu
rytina podle E. Sadelera, kolem 1600

Řád měl v českých zemích jedinou kanonii v Praze na Zderaze, s kostelem sv. Petra a Pavla a špitály na Zderaze, u sv. Lazara na Novém městě pražském, který na místě osady Zderaz, poprvé zmíněné roku 1090, založili velmoži 

Kříž na oděvech

Kojata a Hrabiše II. Hrabišic (či jeho syn Hrabiše III.) se po návratu ze Svaté země rozhodli roku 1188. Další kanonie existovaly v Trutnově s kostelem sv. Petra a v krátce Nymburku. Kanonii náležely také tyto inkorporované farnosti:
- v Čechách: Potvorov, Všeruby, Sloveč, Trutnov, Olešná, Bernartice, Albeřice (dnes ve Slezsku), Rokytnice, Brusnice, Velký Bor, Slapy, Světec, Kostelec, Stráž, Zruč nad Sázavou, Solnice, Most;
- na Moravě: Velké Meziříčí, Ruda, Švábenice, Moravany, Vydří.

Zderazská kanonie byla založena roku 1190 a existovala až do roku 1785, kdy ji zrušil Josef II.
Ženská větev řádu, Řeholní kanovnice Božího hrobu Jeruzalémského, měla v předhusitské době klášter ve Světci s kostelem sv. Jakuba. Užívali vlastní bohoslužebný ritus řádu Božího hrobu.